# الدوري الهولندي الدرجة الأولى 1982–83
الدوري الهولندي لكرة القدم الدرجة الثانية 1982–1983 هو الموسم السابع والعشرون من الدوري الهولندي لكرة القدم الدرجة الثانية منذ إنشائه في عام 1956. فاز بهذا الموسم نادي دوردريخت.

## الفرق
يشارك 20 نادي في الدوري: النادي الذي يحتل المرتبة الأولى في هذا الدوري يتأهل مباشرتا إلى الدوري الهولندي الممتاز، تأهل في هذه الدوري نادي دوردريخت.